# Episodi di Hope & Faith (terza stagione)
La terza stagione della sitcom Hope & Faith è stata trasmessa in prima visione negli Stati Uniti d'America da ABC dal 30 settembre 2005 al 2 maggio 2006.
In Italia è stata trasmessa in prima visione sul satellite da Fox Life dal 7 novembre al 6 dicembre 2006, ed in chiaro da Italia 1 dal 18 marzo al 23 aprile 2008.
| nº | Titolo originale               | Titolo italiano             | Prima TV USA      | Prima TV Italia  |
| -- | ------------------------------ | --------------------------- | ----------------- | ---------------- |
| 1  | The Marriage (1)               | Il matrimonio? (1ª parte)   | 30 settembre 2005 | 7 novembre 2006  |
| 2  | The Marriage (2)               | Il matrimonio? (2ª parte)   | 30 settembre 2005 | 8 novembre 2006  |
| 3  | Faith Fairfield: 1980-2005     | La cara estinta             | 7 ottobre 2005    | 9 novembre 2006  |
| 4  | The Phone Call                 | La telefonata               | 14 ottobre 2005   | 10 novembre 2006 |
| 5  | Love & Teeth                   | Amore e denti               | 21 ottobre 2005   | 13 novembre 2006 |
| 6  | The Halloween Party            | La festa di Halloween       | 28 ottobre 2005   | 14 novembre 2006 |
| 7  | Charley's Shirt                | La camicia di Charley       | 4 novembre 2005   | 15 novembre 2006 |
| 8  | Faith's Therapy                | Faith va in terapia         | 11 novembre 2005  | 16 novembre 2006 |
| 9  | Blood is Thicker Than Daughter | Il fratellino               | 18 novembre 2005  | 17 novembre 2006 |
| 10 | Hope in the Middle             | Tutta colpa di Faith        | 25 novembre 2005  | 20 novembre 2006 |
| 11 | Christmas Time                 | La festa di Natale          | 13 dicembre 2005  | 21 novembre 2006 |
| 12 | Sex, Lies, & Faith             | Trasgressioni               | 6 gennaio 2006    | 22 novembre 2006 |
| 13 | Now And Zen                    | Il ritorno di Gooch         | 21 marzo 2006     | 23 novembre 2006 |
| 14 | Homeless Hal                   | Il ritorno di Avvenente Hal | 28 marzo 2006     | 24 novembre 2006 |
| 15 | Meet the Parent                | L'anniversario              | 4 aprile 2006     | 27 novembre 2006 |
| 16 | Charley Shoots Faith           | Il talento di Charley       | 11 aprile 2006    | 28 novembre 2006 |
| 17 | The Big Shanowski              | Il torneo di bowling        | 18 aprile 2006    | 29 novembre 2006 |
| 18 | The Restaurant                 | Il ristorante di Jay        | 18 aprile 2006    | 30 novembre 2006 |
| 19 | Jay Date                       | Il compleanno di Jay        | 25 aprile 2006    | 1º dicembre 2006 |
| 20 | Old Faithful                   | Cara vecchia Faith          | 25 aprile 2006    | 4 dicembre 2006  |
| 21 | Faith Knows Squat              | Una casa per Faith          | 2 maggio 2006     | 5 dicembre 2006  |
| 22 | Hope's Float                   | Gli anni '80                | 2 maggio 2006     | 6 dicembre 2006  |